# 阿姆斯特朗縣 (德克薩斯州)
阿姆斯特朗縣（英語：Armstrong County）是美國德克薩斯州北部的一個縣。面積2,367平方公里。根據美國2000年人口普查，共有人口2,148人。縣治克勞德（Claude）。
成立於1876年（縣政府成立於1890年），縣名紀念當地眾多同名的拓荒者家族的其中之一，但具體所指已無可考。